# 邮资机戳

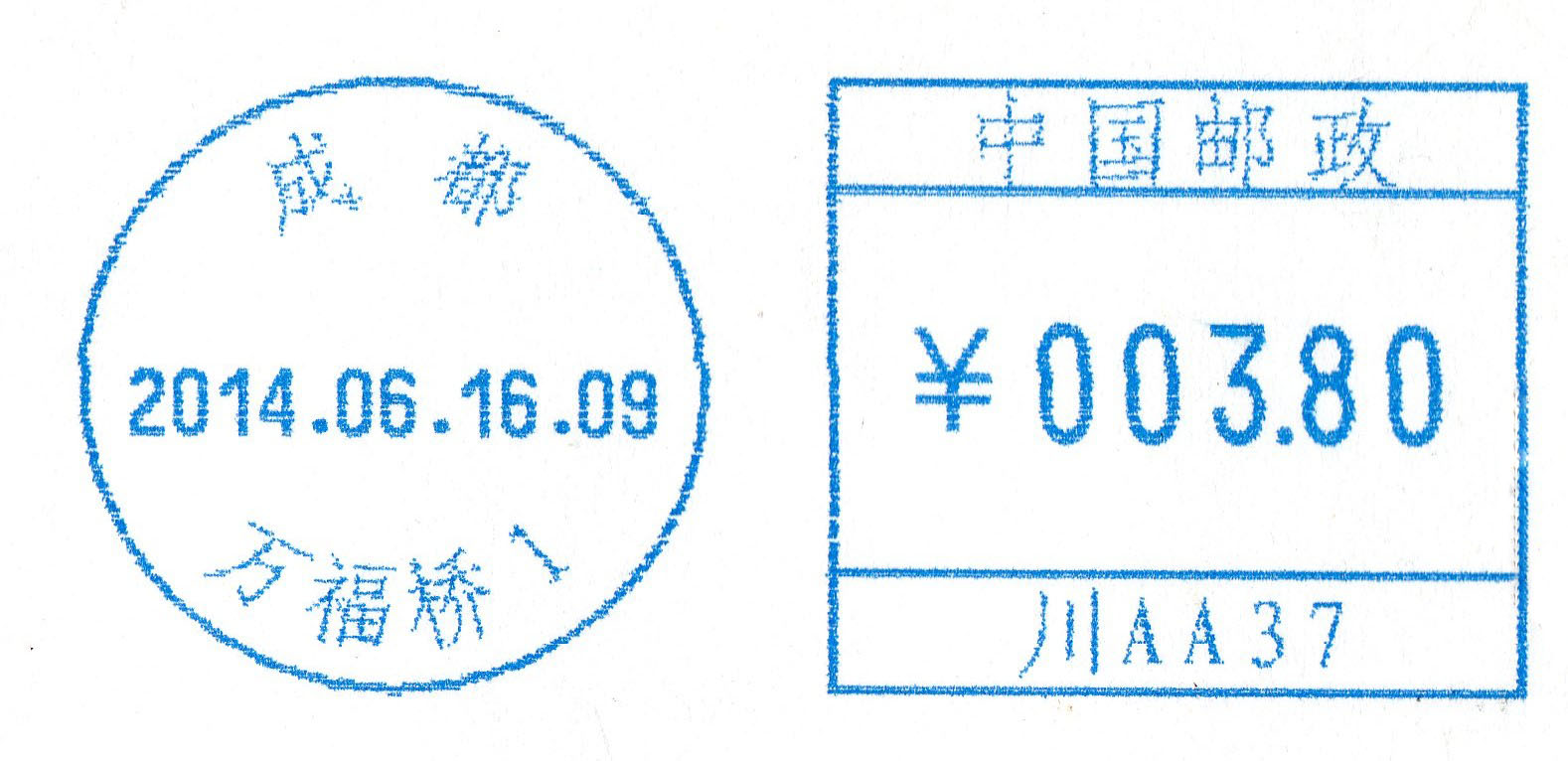
中国邮政的邮资机戳，右侧机盖代资邮戳部分的邮资为3.8元，与日戳（左）构成了双联形式

邮资机戳（英語：meter stamp 或 meter mark）又称邮资机符志（英語：postal franking impression），是指由邮资机打印的邮资凭证，可根据寄递邮件的价格调整相应的邮资。邮资机戳与邮票的最大差别是可以直接打印在邮件表面，不需要胶水进行粘贴，这一特性使得大量邮件的处理更加高效，因而被广泛运用于邮政系统中。部分邮资机戳被预先打印在签条上，再贴于邮件表面使用，用法與郵票相同。
邮资机戳通常是红色的，各地也有黑色，蓝色及其他颜色的戳。

## 组成
通常情况下，邮资机戳由以下成分组成：
- 发行国别
- 邮资面额
- 打印日期
- 编号（部分）
- 附加的图案或广告（部分）

## 历史
万国邮联于1920年批准了邮资机戳的使用，于1922年1月1日生效。

## 彩色邮资机宣传戳
邮资机宣传戳是在传统邮资机戳的基础上增加了带有宣传性质的图案或文字。彩色邮资机宣传戳作为一种新的邮资凭证，近年来成了集邮者收藏的新品种，因为带有鲜明的地方特色，受到了广大集邮爱好者的喜爱。